# Gare d'Argentan
La gare d'Argentan est une gare ferroviaire française des lignes du Mans à Mézidon et d'Argentan à Granville, située sur le territoire de la commune d'Argentan, dans le département de l'Orne, en région Normandie.
C'est une gare de la Société nationale des chemins de fer français (SNCF) desservie par les trains du réseau TER Normandie.

## Situation ferroviaire
Établie à 159 mètres d'altitude, la gare d'Argentan est située au point kilométrique (PK) 99,031 de la ligne du Mans à Mézidon, entre la halte de Surdon (après la gare fermée d'Almenêches) et la gare de Saint-Pierre-sur-Dives (après la gare fermée de Coulibœuf). Elle est également séparée de cette dernière par les gares, aujourd'hui fermées, de Montabard, Vignats et Fresné-la-Mère.
Gare de bifurcation, elle est aussi l'origine (au PK 0,000) de la ligne d'Argentan à Granville. Sur cette ligne, la première gare après Argentan est la gare de Vire. Entre la gare d'Argentan et la gare de Vire s'intercalent la gare fermée d'Écouché, la gare fermée des Yveteaux-Fromentel et la halte de Briouze.

## Histoire
Les premiers trains de marchandises circulent entre Alençon et Argentan à partir du 15 novembre 1857, les travaux du bâtiment de la gare sont alors en cours d’achèvement.
Le 1er février 1858, le tronçon Alençon-Argentan de la ligne du Mans à Mézidon est ouvert à la circulation des voyageurs.
L'ouverture du tronçon Argentan-Mézidon a lieu un an plus tard, jour pour jour, le 1er février 1859. Avec l'achèvement de la ligne du Mans à Mézidon, et sa jonction avec la ligne de Mantes-la-Jolie à Cherbourg, la liaison Caen - Argentan - Alençon - Le Mans est désormais terminée.
Le 2 juillet 1866, le tronçon Argentan-Flers de la ligne Paris-Granville est ouvert. Le 5 août 1867, la section Paris-Argentan est terminée. Argentan est donc reliée directement à la Paris par le train. En 1867, la gare est agrandie pour faire face à l'augmentation du trafic.
À la suite des bombardements alliés de juin 1944, la gare est détruite et inutilisable ; des gravats envahissent les voies et le dépôt est hors-service. Les travaux du nouveau bâtiment voyageurs débutent à la fin de l'année 1946. Il fait 475 m2 dont un hall de 86 m2 et comporte un étage avec 2 logements
Le 20 avril 1947 est inaugurée un monument, provisoire en attendant la reconstruction du bâtiment principal, en hommage aux cheminots décédés lors de la guerre.
À partir de 2006, la gare est modernisée avec la rénovation du bâtiment voyageurs, l'aménagement des espaces intermodaux en 2008 et la mise aux normes PMR en 2014.

Bâtiment voyageurs après rénovation
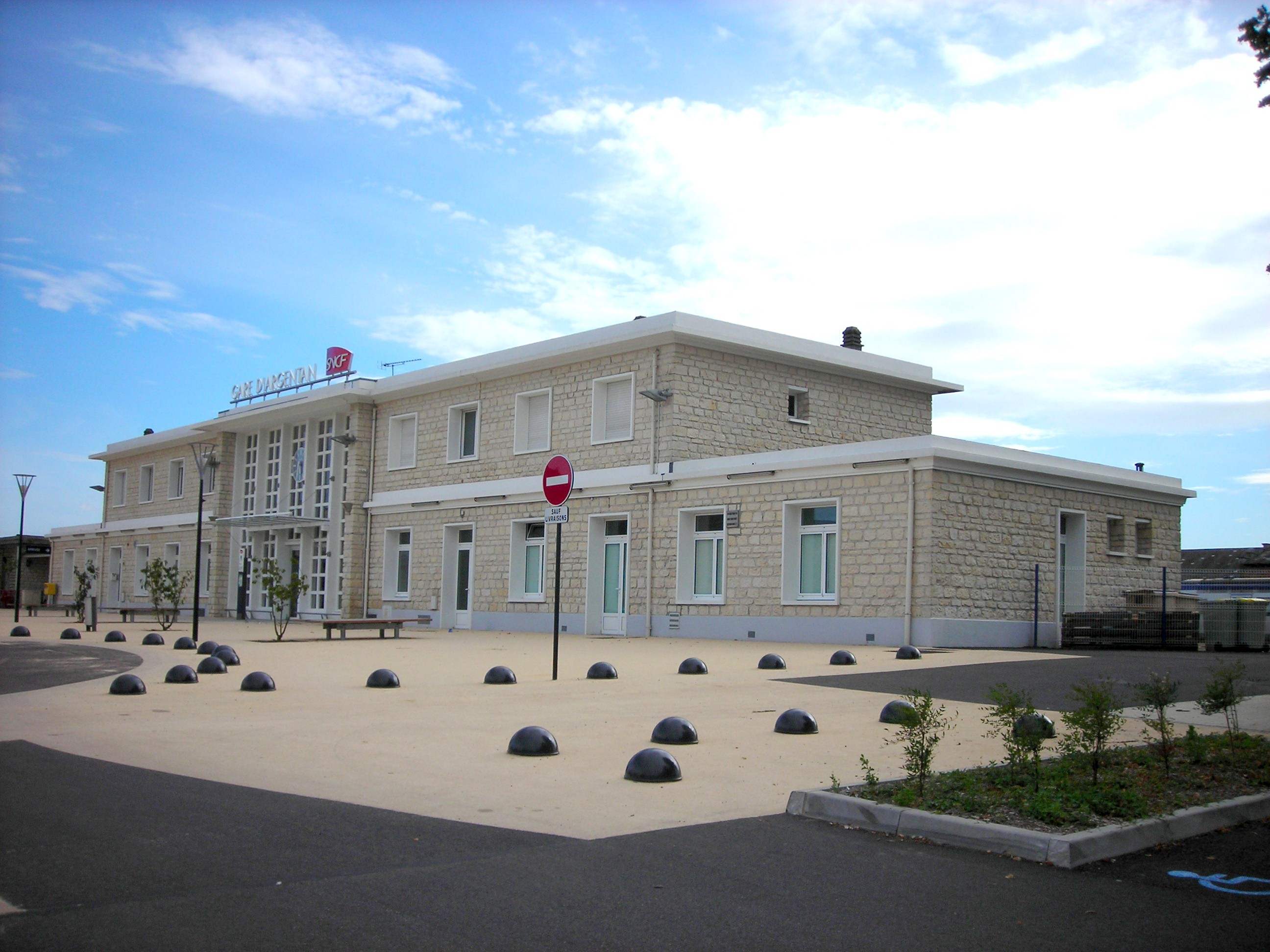
Bâtiment voyageurs.
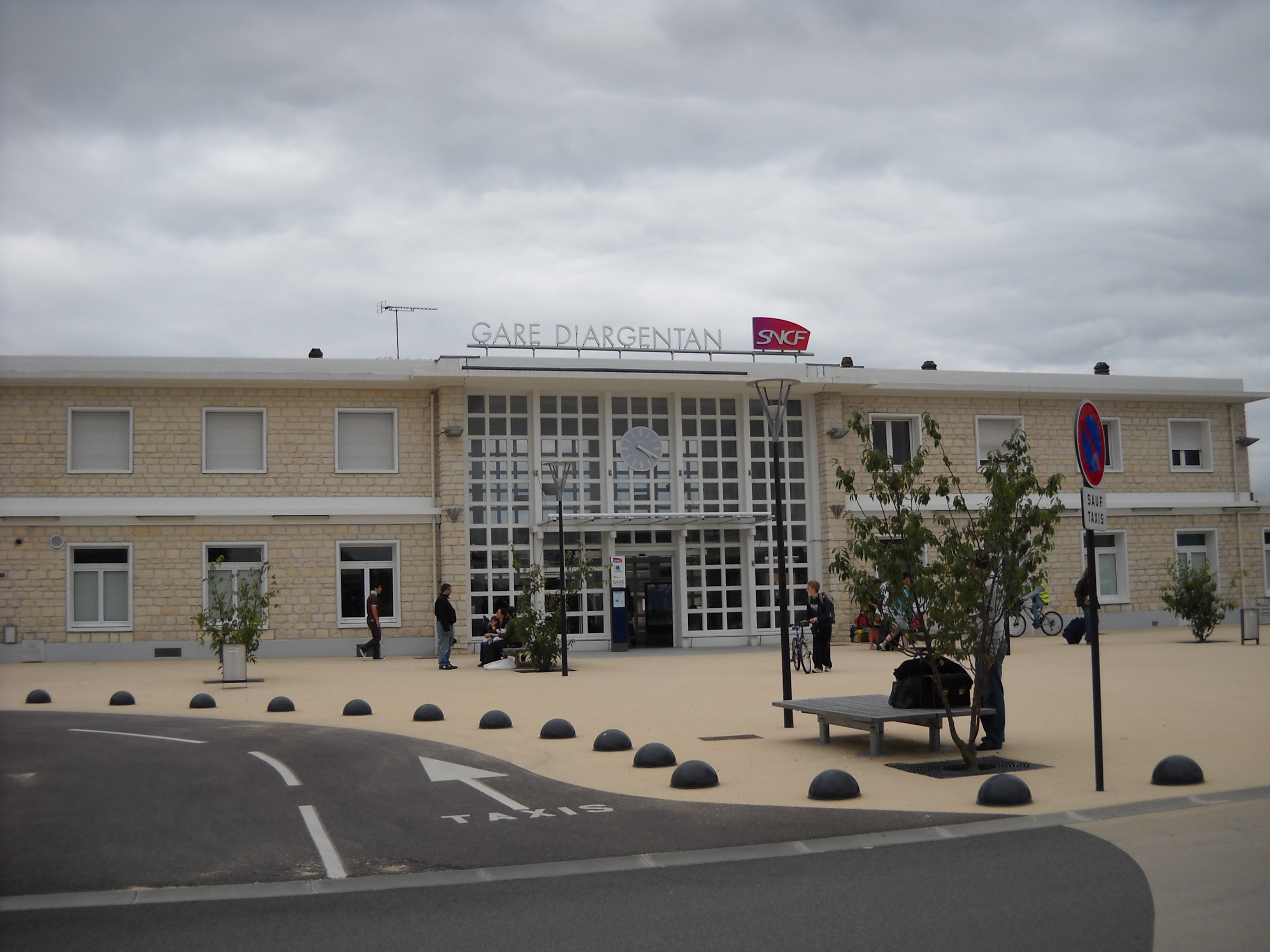
Place.
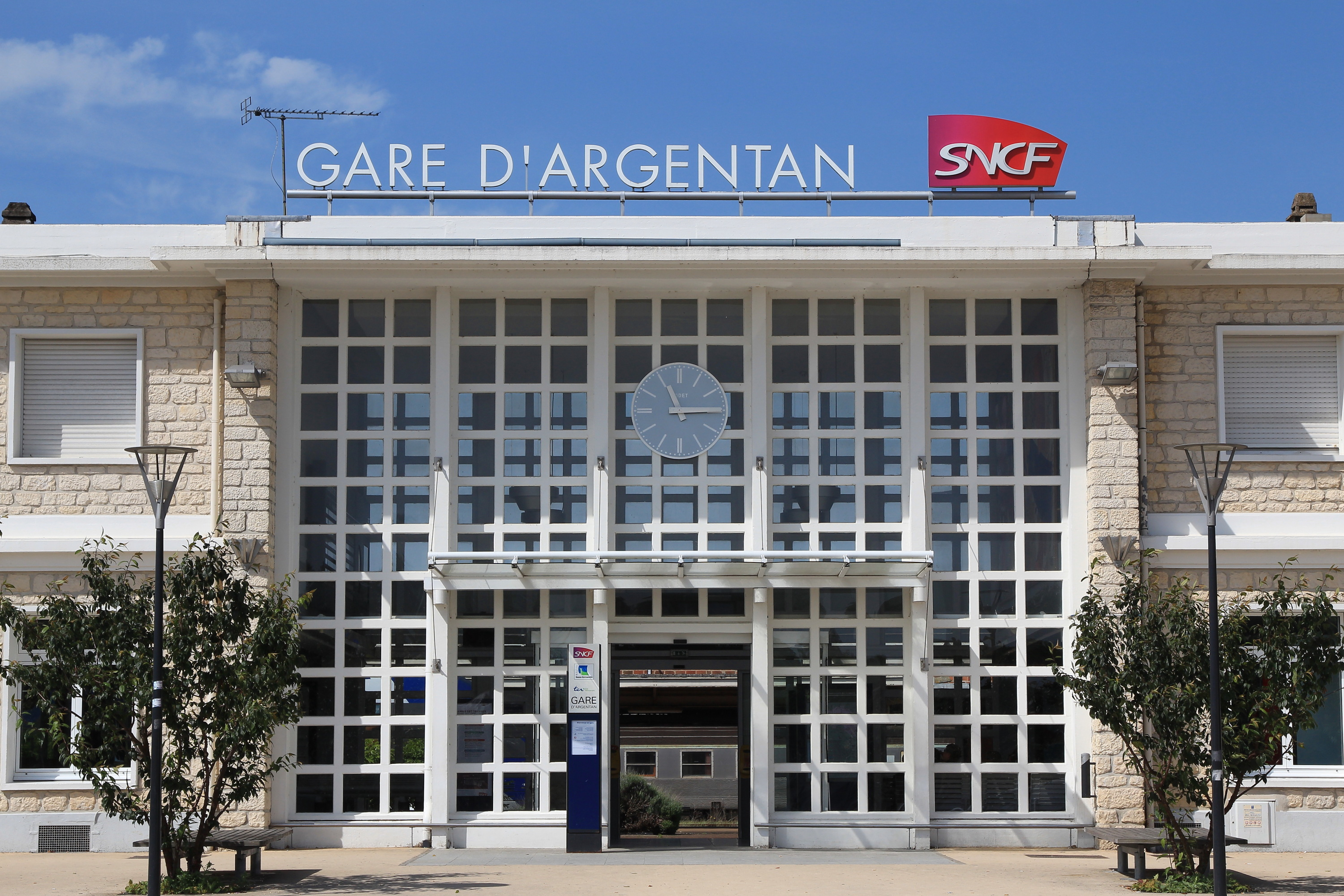
Entrée.

## Service des voyageurs

### Accueil

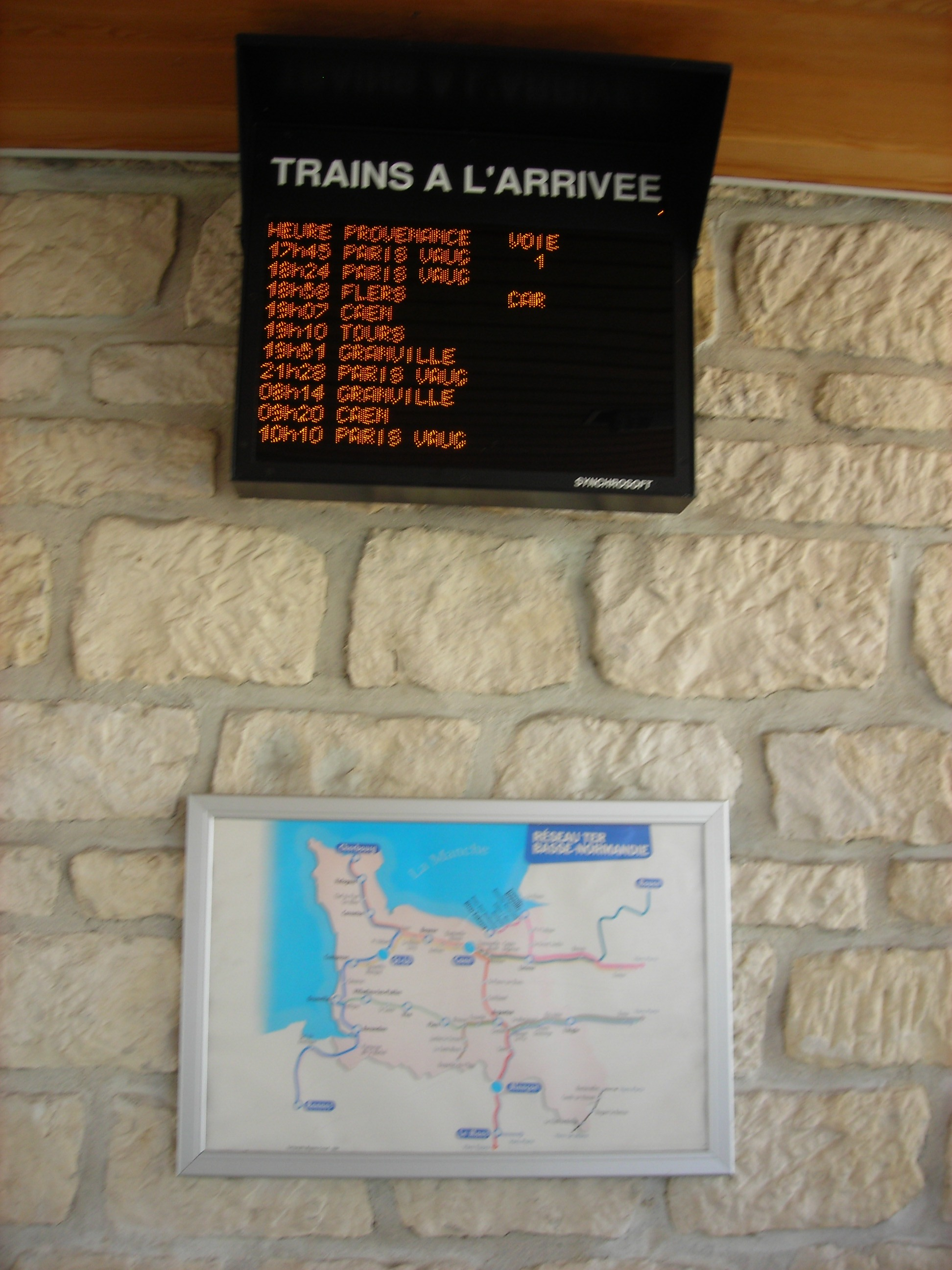
Panneau d'information.

Gare SNCF, elle dispose d'un bâtiment voyageurs, avec guichet, ouvert tous les jours. Elle est équipée d'automates pour l'achat de titres de transport TER. C'est une gare « Accès plus » qui propose un service et des aménagements et équipements pour les personnes à la mobilité réduite, dont des ascenseurs et des quais surélevés. La gare dispose également de toilettes publiques.
Elle est équipée de deux quais centraux et d'un quai latéral qui sont encadrés par quatre voies, ainsi que de voies de service. Le changement de quai s'effectue par un passage souterrain.

### Desserte
La gare est desservie par les trains régionaux du réseau TER Normandie circulant entre Paris-Montparnasse-Vaugirard et Granville, d'une part, et entre Caen et Tours, d'autre part.

### Intermodalité
Un parc pour les vélos et un parking sont aménagés à ses abords.
La gare est desservie par les lignes 30, 31, 34, 42 et 43 du réseau Cap'Orne, par les lignes 1 et 3 du réseau de bus Argentan Intercom Mobilité, et par deux lignes d'autocars TER Normandie Flers - Argentan et Bagnoles-de-l'Orne - Argentan.

Voies et quais de la gare
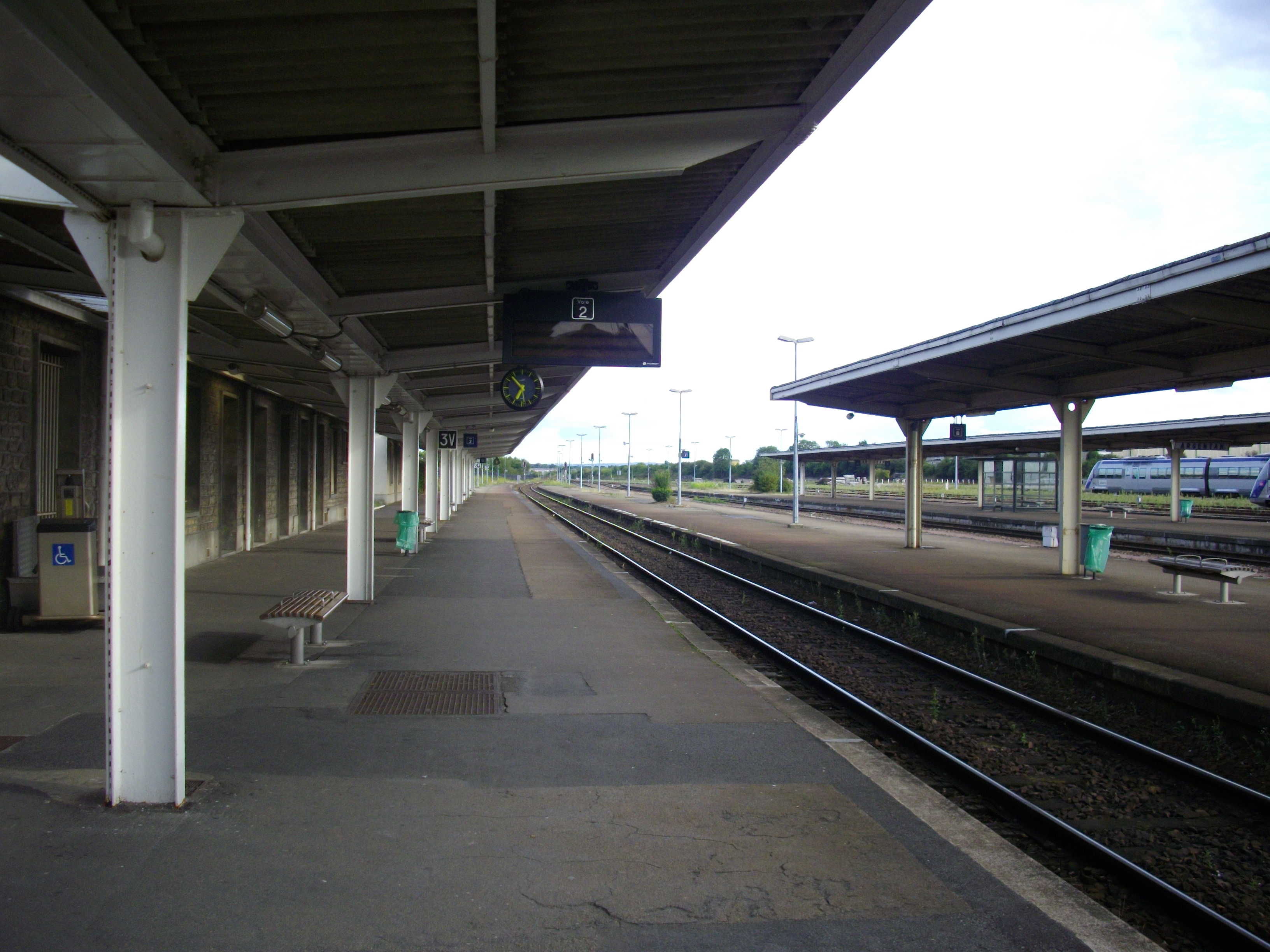
Les quais et les voies.
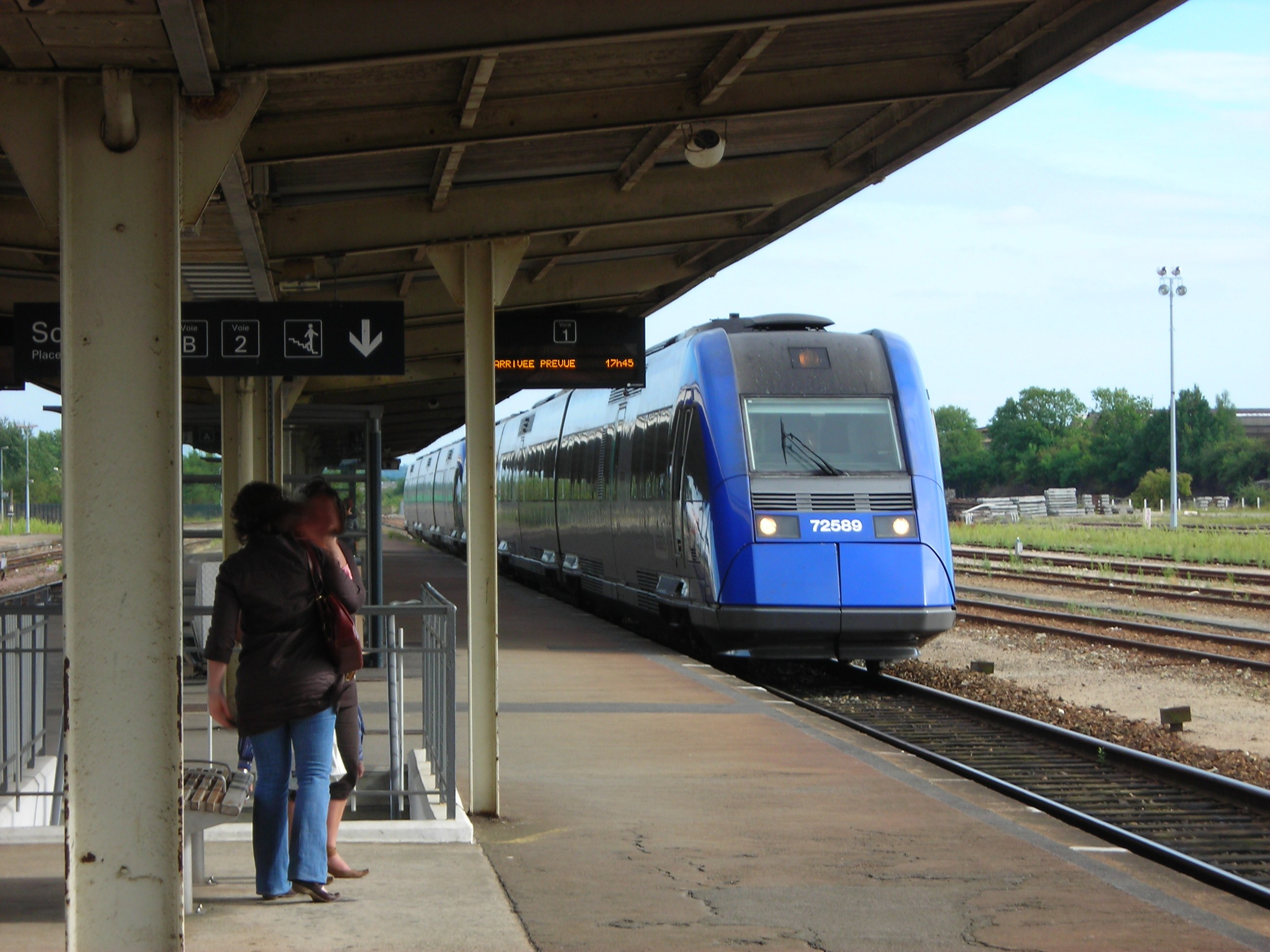
Le quai central.
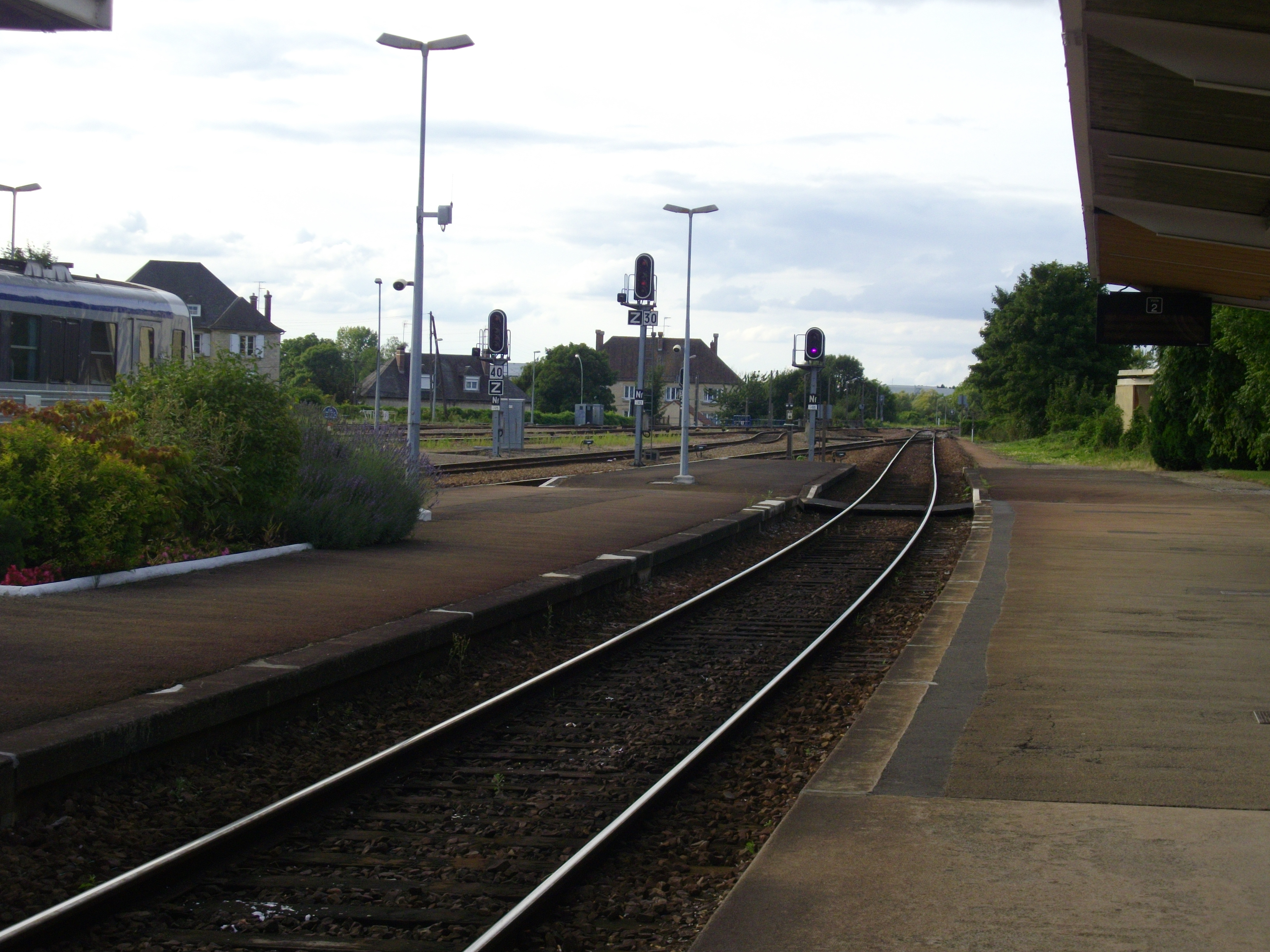
L'extrémité des quais.
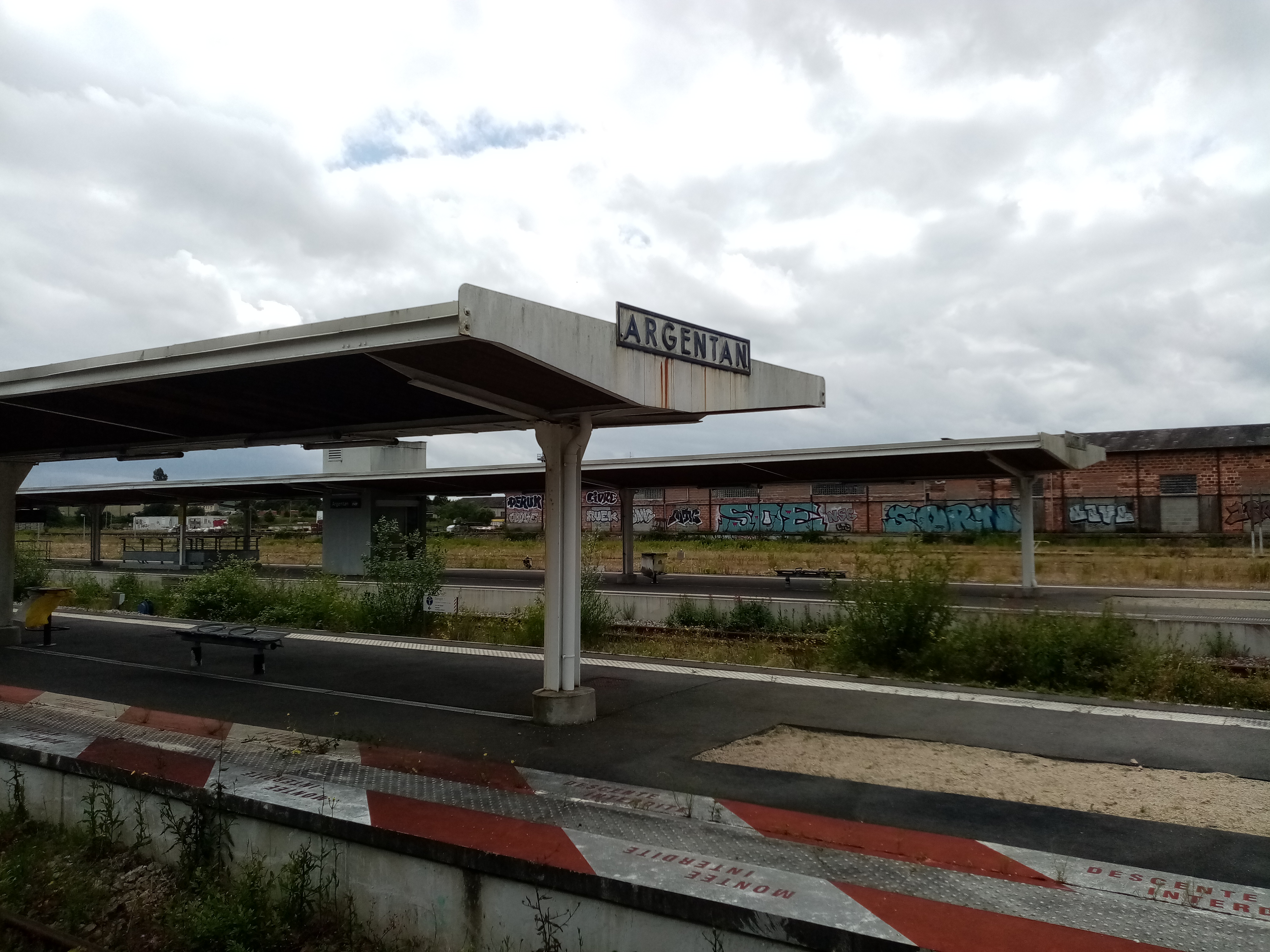
Les quais.
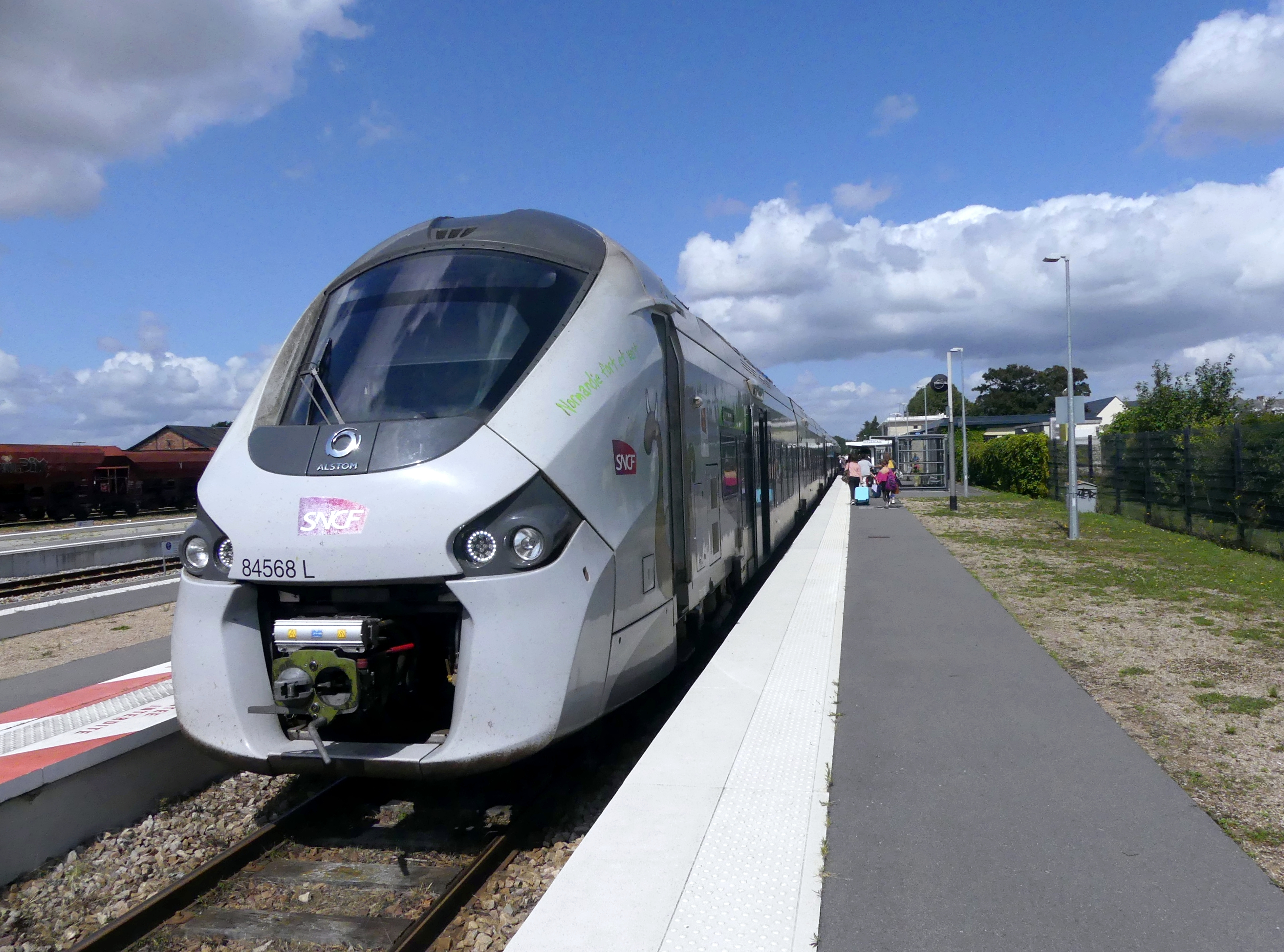
Train Granville – Paris en gare.

## Service des marchandises
La gare de marchandises a fermé le 22 février 1970. Depuis, elle est ouverte au trafic du fret, uniquement par train massif. Elle dispose par ailleurs de voies de service, la rendant apte à recevoir des trains de l'infrastructure SNCF.

## Le dépôt (1858-1974)
Il est créé en 1858 afin de fournir en locomotives la ligne de Paris à Granville ; il en accueille trois au tout début, puis ce chiffre monte à douze à l'ouverture de la ligne vers Granville en 1870. En 1895, on lui adjoint un petit atelier d'entretien. Son activité se développe lors de la mise à double voie de la section Argentan - Granville entre 1910 et 1913. Un projet d'agrandissement du dépôt est proposé mais il est mis en pause à cause du premier conflit mondial. C'est en 1922 que l'extension de la remise des locomotives est réalisée pouvant accueillir 24 engins supplémentaires.
C'est dans le courant des années 1920 qu'il atteint son nombre maximum de locomotives : 92. Ses effectifs tournent autour d'un millier d'agents dont 300 rien qu'à l'atelier.
Entièrement détruit par la guerre à l'été 1944, il est reconstruit à partir de mars 1946 avec en commençant par les douze fosses. À partir de 1950, le dépôt reçoit des locomotives 141 P ; en 1952, elles représentent la moitié de l'effectif total du dépôt (35 machines). Avec la disparition du dépôt de Granville en 1963, il devient le seul dépôt de la ligne. Mais avec le retrait progressif des locomotives à vapeur sur les lignes desservies à partir de 1968, le dépôt perd de son importance et la SNCF décide de le fermer ; le nombre d'agents diminue notamment par l'effet des départs à la retraite. C'est par une note de service que les cheminots apprennent la fermeture du dépôt le 29 octobre 1973.
À partir du 1er janvier 1974, la fermeture du dépôt entraîne le déplacement du personnel de ce dernier vers celui de Mézidon.

## À la télévision
La gare et deux rames Régiolis ont été utilisées du 10 au 12 octobre 2016 pour le tournage d'une publicité de la SNCF, dans le cadre de la présentation du nouveau slogan « Rapprochons-nous ». Le choix d'Argentan s'explique par des « raisons de logistique ».